# شما آدم‌های خوش‌شانس!
شما آدم‌های خوش‌شانس! (انگلیسی: You Lucky People!) یک فیلم کمدی بریتانیایی به کارگردانی موریس الوی است که در سال ۱۹۵۵ منتشر شد.

## گزیدهٔ بازیگران
- رولف هریس
- مایکل ترابشو
- دورا برایان
- هارولد گودوین
- پاتریک جردن